# La caridad romana (Gaspar de Crayer)
La caridad romana es un óleo sobre lienzo del pintor flamenco Gaspar de Crayer. El cuadro se encuentra en la colección del Museo del Prado de Madrid (España). Procedente de la colección de la reina Isabel de Farnesio, aparece citado en el inventario del Palacio de la Granja de 1746 con el número 745 y atribución a José de Ribera. Con la misma atribución pasó al Palacio de Aranjuez, donde figura inventariado en 1794. Tras su ingreso en el Museo del Prado, Luis Carlos Legrand abrió a partir de él una litografía para la Colección litográfica de cuadros del rey de España el señor don Fernando VII dirigida por José de Madrazo, publicada en el segundo tomo de la serie que salió editado en Madrid entre 1829 y 1832. Según la inscripción al pie de la imagen la atribución había cambiado, asignándose entonces su autoría a Benedetto Crespi, atribución con la que figuraba todavía en el inventario del Real Museo de 1857.

### Tema
El cuadro representa la historia de la Caridad romana, ejemplo de piedad filial narrado por Valerio Máximo en los Hechos y dichos memorables. El anciano Cimón, que había sido sentenciado a morir de hambre en prisión, pudo sobrevivir alimentado con su propia leche por su hija Pero. Según Plinio el Viejo (Hist. nat. VII, 36) el cónsul Quinctio Acilio hizo construir un templo dedicado a la Piedad en el mismo lugar en que se encontraba la cárcel, sobre el que luego se levantó el Teatro de Marcelo. El asunto fue ya objeto de representaciones artísticas en la Antigua Roma, como acredita algún fresco hallado en las excavaciones de Pompeya y ahora conservado en el Museo Arqueológico Nacional de Nápoles, y cabe dudar si dichas representaciones reflejan la historia narrada por Máximo o si, por el contrario, la precedieron e inspiraron. Entre los romanos, el tema se hizo eco de la lactancia de Juno del adulto Hércules, un mito etrusco.

## Descripción
La pintura representa el clímax dramático de la historia de Máximo. El hambriento Cimón se reclina en el regazo de su joven hija que ha descubierto sus pechos y lo está amamantando. El escenario es la celda de Cimón. Hay un aviso pegado a la pared, justo encima de los dedos de Pero en la superficie bidimensional de la pintura. Sus dedos tocan suavemente la cabeza de su padre. Hay algunos efectos de claroscuro en la pintura, y la sensualidad del semblante de Pero, más que su pecho descubierto, contrasta con la devoción que rezuma la pintura.

## Historia
El estilo temprano de Crayer siguió la tradición del siglo XVI de artistas de Amberes como Marten de Vos y Hendrik de Clerck . Este estilo se caracteriza por una perspectiva antinatural y el apiñamiento de largas figuras en primer plano. A partir de 1618, el pintor entró en la influencia artística de Rubens. El nivel de préstamo de motivos de Rubens sugiere que tenía algún contrato con el taller de Rubens del que Crayer podría haberse inspirado para algunos de sus temas y modelos. La influencia se muestra en una interpretación más monumental de figuras en composiciones más equilibradas.
Entre 1638 y 1648, las composiciones de Crayer comenzaron a mostrar una tonalidad más clara y sus figuras se volvieron más suaves y sentimentales en apariencia. Esto puede haber sido influenciado por el trabajo posterior de Rubens. Su trabajo también mostró un rastro de los maestros venecianos del siglo XVI, en particular Tiziano y Paolo Veronese. De Crayer, sin embargo, nunca visitó Italia y, sobre todo, conocía su trabajo a través de los grabados de Agostino Carracci.
En obras posteriores, la influencia de Caravaggio también es clara. De Crayer, que ni estudió ni visitó Italia, tuvo que reinterpretar los enfoques de los italianos a partir de fuentes secundarias. La influencia más clara en la Cáritas del Prado, supuestamente pintada a principios de 1625, es la de Rubens.